# Ungheria ai XXIII Giochi olimpici invernali
L'Ungheria ha partecipato ai XXIII Giochi olimpici invernali, che si sono svolti dal 9 al 28 febbraio 2018 a PyeongChang in Corea del Sud, con una delegazione composta da 11 atleti.

## Medaglie
| Riepilogo quotidiano | Riepilogo quotidiano | Riepilogo quotidiano | Riepilogo quotidiano | Riepilogo quotidiano | Riepilogo quotidiano |
| -------------------- | -------------------- | -------------------- | -------------------- | -------------------- | -------------------- |
| Giorno               | Data                 |                      |                      |                      | Totale               |
| 1º                   | 10                   | 0                    | 0                    | 0                    | 0                    |
| 2º                   | 11                   | 0                    | 0                    | 0                    | 0                    |
| 3º                   | 12                   | 0                    | 0                    | 0                    | 0                    |
| 4º                   | 13                   | 0                    | 0                    | 0                    | 0                    |
| 5º                   | 14                   | 0                    | 0                    | 0                    | 0                    |
| 6º                   | 15                   | 0                    | 0                    | 0                    | 0                    |
| 7º                   | 16                   | 0                    | 0                    | 0                    | 0                    |
| 8º                   | 17                   | 0                    | 0                    | 0                    | 0                    |
| 9º                   | 18                   | 0                    | 0                    | 0                    | 0                    |
| 10º                  | 19                   | 0                    | 0                    | 0                    | 0                    |
| 11º                  | 20                   | 0                    | 0                    | 0                    | 0                    |
| 12º                  | 21                   | 0                    | 0                    | 0                    | 0                    |
| 13º                  | 22                   | 1                    | 0                    | 0                    | 1                    |
| 14º                  | 23                   | 0                    | 0                    | 0                    | 0                    |
| 15º                  | 24                   | 0                    | 0                    | 0                    | 0                    |
| 16º                  | 25                   | 0                    | 0                    | 0                    | 0                    |
| Totale               | Totale               | 1                    | 0                    | 0                    | 1                    |

### Medagliere per discipline
| Sport       | Oro | Argento | Bronzo | Totale |
| ----------- | --- | ------- | ------ | ------ |
| Short track | 1   | 0       | 0      | 1      |
| Totale      | 1   | 0       | 0      | 1      |

### Medaglie d'oro
| Medaglia | Nome                                                     | Sport       | Evento                    |
| -------- | -------------------------------------------------------- | ----------- | ------------------------- |
| Oro      | Shaoang Liu Shaolin Sándor Liu Viktor Knoch Csaba Burján | Short track | 5000 m staffetta maschile |

## Pattinaggio di figura
L'Ungheria ha qualificato nel pattinaggio di figura una atleta ai Campionati mondiali di pattinaggio di figura 2017.
| Gara      | Atleta              | Programma corto | Programma corto | Programma libero | Programma libero | Totale | Totale    |
| Gara      | Atleta              | Punti           | Posizione       | Punti            | Posizione        | Punti  | Posizione |
| --------- | ------------------- | --------------- | --------------- | ---------------- | ---------------- | ------ | --------- |
| Femminile | Quota non assegnata |                 |                 |                  |                  |        |           |

## Pattinaggio di velocità
| Gara   | Atleta      | Tempo   | Tempo   | Tempo   | Posizione |
| ------ | ----------- | ------- | ------- | ------- | --------- |
| 1000 m | Konrád Nagy |         |         |         |           |
| 1500 m | Konrád Nagy | 1'49"01 | 1'49"01 | 1'49"01 | 29º       |

## Short track
L'Ungheria ha qualificato nello short track un totale di dieci atleti, cinque per genere.

### Uomini
| Gara             | Atleta              | Batterie | Batterie  | Quarti di finale | Quarti di finale | Semifinali | Semifinali | Finale | Finale    |
| Gara             | Atleta              | Tempo    | Posizione | Tempo            | Posizione        | Tempo      | Posizione  | Tempo  | Posizione |
| ---------------- | ------------------- | -------- | --------- | ---------------- | ---------------- | ---------- | ---------- | ------ | --------- |
| 500 m            | Quota non assegnata |          |           |                  |                  |            |            |        |           |
| 500 m            | Quota non assegnata |          |           |                  |                  |            |            |        |           |
| 500 m            | Quota non assegnata |          |           |                  |                  |            |            |        |           |
| 1000 m           | Quota non assegnata |          |           |                  |                  |            |            |        |           |
| 1000 m           | Quota non assegnata |          |           |                  |                  |            |            |        |           |
| 1500 m           | Quota non assegnata |          |           |                  |                  |            |            |        |           |
| 1500 m           | Quota non assegnata |          |           |                  |                  |            |            |        |           |
| 1500 m           | Quota non assegnata |          |           |                  |                  |            |            |        |           |
| 5000 m staffetta | Quote non assegnate | N.D.     | N.D.      | N.D.             | N.D.             |            |            |        |           |

### Donne
| Gara             | Atleta              | Batterie | Batterie  | Quarti di finale | Quarti di finale | Semifinali | Semifinali | Finale | Finale    |
| Gara             | Atleta              | Tempo    | Posizione | Tempo            | Posizione        | Tempo      | Posizione  | Tempo  | Posizione |
| ---------------- | ------------------- | -------- | --------- | ---------------- | ---------------- | ---------- | ---------- | ------ | --------- |
| 500 m            | Quota non assegnata |          |           |                  |                  |            |            |        |           |
| 500 m            | Quota non assegnata |          |           |                  |                  |            |            |        |           |
| 1000 m           | Quota non assegnata |          |           |                  |                  |            |            |        |           |
| 1000 m           | Quota non assegnata |          |           |                  |                  |            |            |        |           |
| 1500 m           | Quota non assegnata |          |           |                  |                  |            |            |        |           |
| 1500 m           | Quota non assegnata |          |           |                  |                  |            |            |        |           |
| 3000 m staffetta | Quote non assegnate | N.D.     | N.D.      | N.D.             | N.D.             |            |            |        |           |